# Amtsgericht Gräfenthal
Das Amtsgericht Gräfenthal war ein von 1879 bis 1949 bestehendes Amtsgericht der ordentlichen Gerichtsbarkeit mit Sitz in der thüringischen Stadt Gräfenthal. Vorläufer des Amtsgerichtes waren zwischen 1829 und 1850 das Land- und Stadtgericht Gräfenthal sowie in der Zeit von 1850 bis 1879 das Landgericht Gräfenthal.

## Geschichte

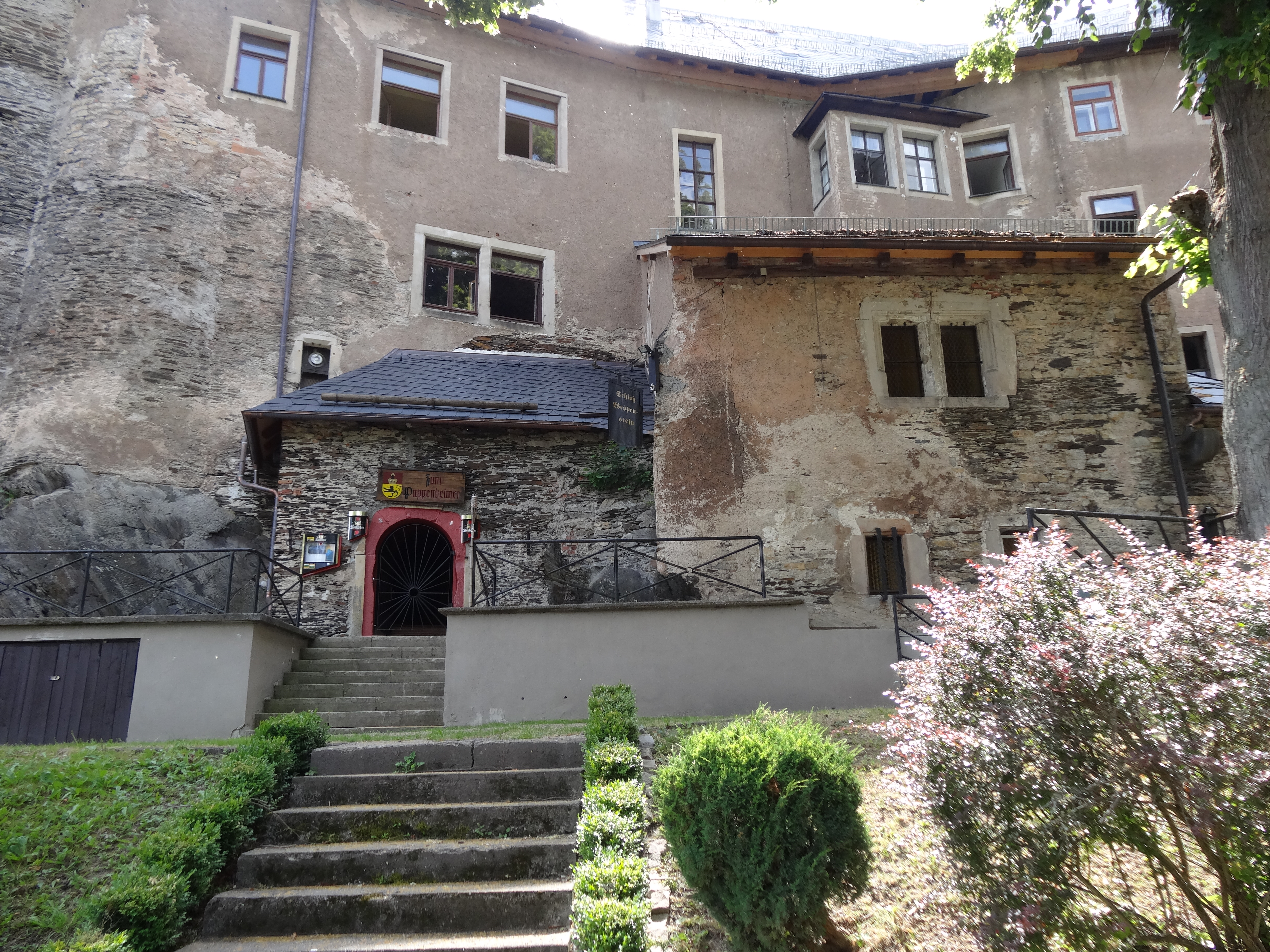
Amtsgericht im Schloss Wespenstein (2013)

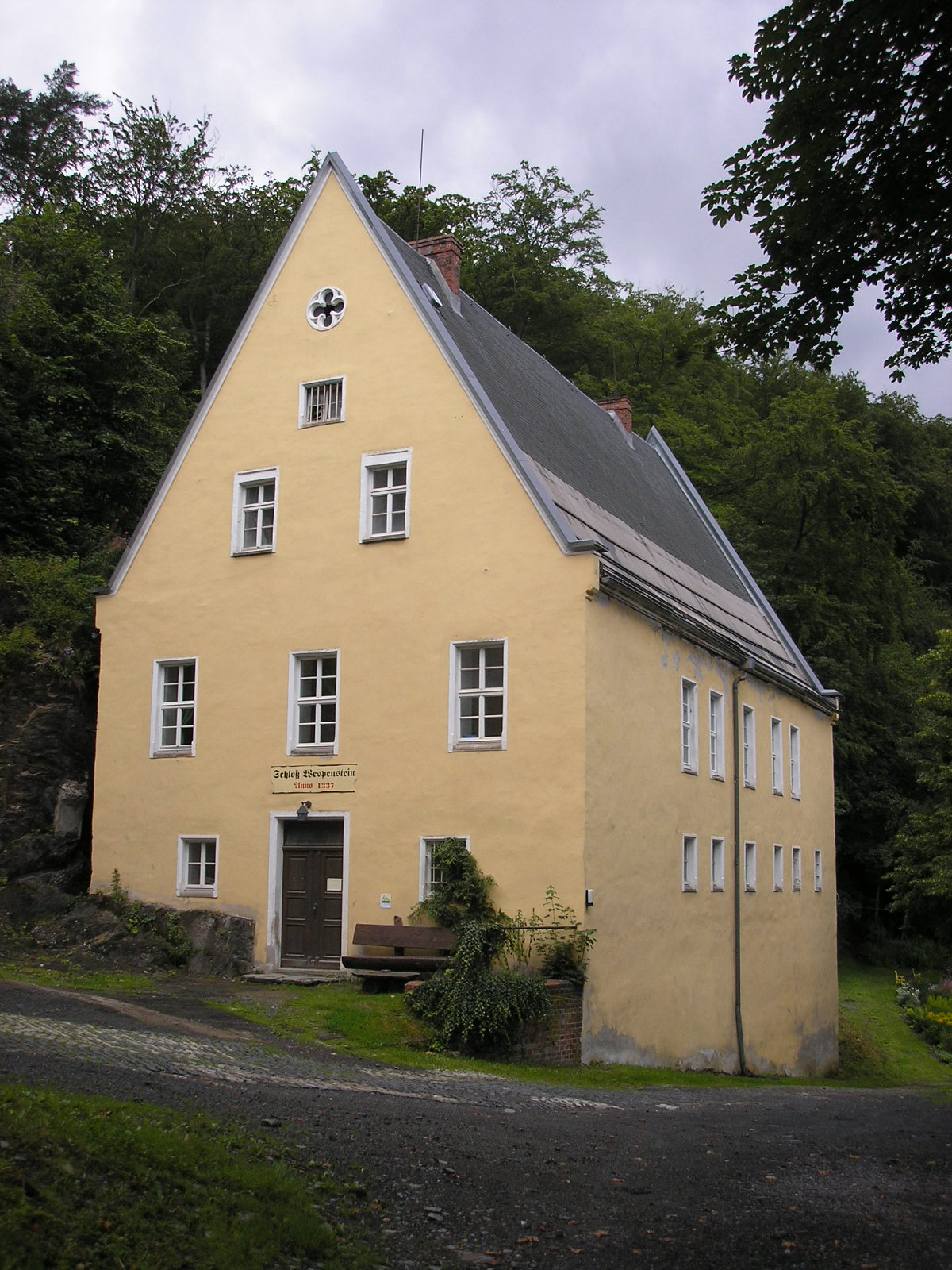
Fronfeste (Gefängnis), 2009

Im Jahre 1829 wurden im damaligen Herzogtum Sachsen-Meiningen Verwaltung und Justiz getrennt und die bisherigen Ämter aufgehoben. So bildete man aus dem bisherigen Amt Gräfenthal mit den Städten Gräfenthal und Lehesten, den Marktflecken Probstzella und Reichmannsdorf (mit Schlagetal und Sophienthal) sowie den Dörfern Brennersgrün, Buchbach, Creunitz (mit Arnsbach), Ernstthal, Gebersdorf, Gösselsdorf, Großgeschwenda, Großneundorf, Hasenthal, Hohenofen (mit Friedrichsthal und Vorwerk), Jehmichen (mit der Hühnerschenke), Kleinneundorf, Königsthal (mit Pippelsdorf), Lichtenhain, Lichtentanne, Limbach, Lippelsdorf, Marktgölitz (mit Gabe Gottes und Obergölitz), Meernach, Oberloquitz, Piesau (mit Mittelberg), Reichenbach, Schaderthal, Schlaga, Schmiedebach (mit Ludwigsgrün), Schmiedefeld (mit Goldloch), Sommersdorf, Spechtsbrunn (mit Christiansgrün), Taubenbach, Wallendorf (mit Ascherbach, Lamprecht, Bock und Teich) und Zopten das Land- und Stadtgericht Gräfenthal.
Am 1. Dezember 1850 wurde dieses Gericht in eine Kreisgerichtsdeputation des Kreisgerichtes Saalfeld unter der Bezeichnung Landgericht Gräfenthal umgewandelt.
An die Stelle des Landgerichtes trat am 1. Oktober 1879 anlässlich des Inkrafttretens des Gerichtsverfassungsgesetzes das Amtsgericht Gräfenthal, dessen Bezirk dabei um die dem Amtsgericht Saalfeld/Saale zugewiesenen Gemeinden Jehmichen (mit der Hühnerschenke) und Schaderthal verkleinert wurde. Nächsthöhere Instanz war seitdem das Landgericht Rudolstadt. Am 1. Januar 1900 musste die Gemeinde Ernstthal an den Amtsgerichtsbezirk Steinach abgegeben werden.
Die im Zuge der Bildung des Landes Thüringen nötig gewordene Justizreform führte am 1. Oktober 1923 einerseits zur Abtretung des nach Haselbach eingemeindeten Ortes Hohenofen ans Amtsgericht Steinach, andererseits zur Zuteilung der bislang zum Amtsgericht Oberweißbach gehörigen Orte Geiersthal und Lichte. Auch war das Gericht nun dem Landgericht Rudolstadt nachgeordnet.
Am 1. Oktober 1949 wurden das Amtsgericht Gräfenthal aufgehoben und aus dessen Bezirk die Gemeinden Hasenthal und Spechtsbrunn dem Amtsgericht Steinach, die übrigen Ortschaften dagegen dem Amtsgericht Saalfeld zugeteilt.